# Finansdistriktet, Manhattan

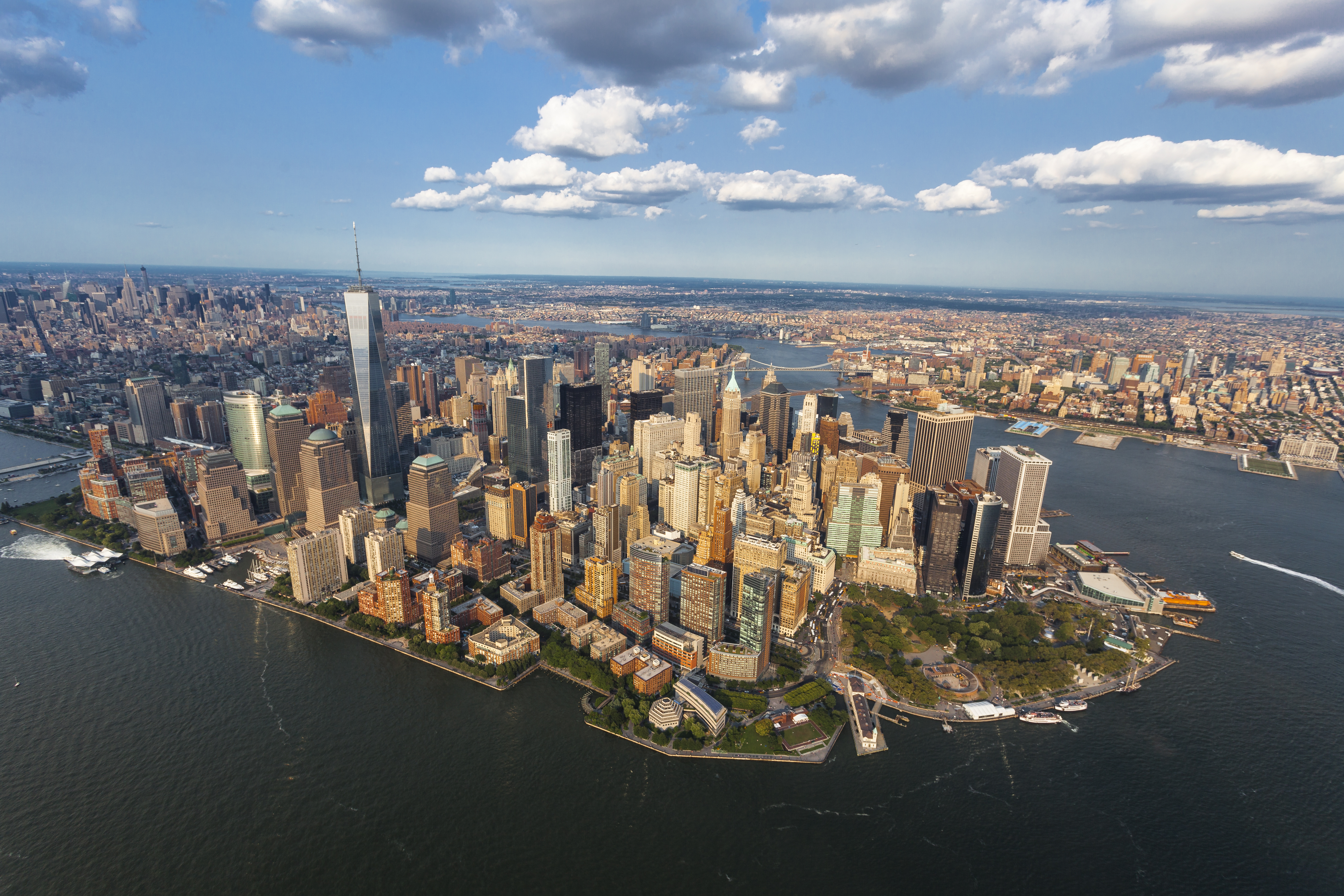
Nedre delarna av Manhattan och Finansdistriktet. Battery Park syns till vänster i bilden. Bild från 2014.

Finansdistriktet (engelska: Financial District), även kallat FiDi, i New York ligger på i det sydligaste delarna av Manhattan. I finansdistrikter återfinns One World Trade Center och längst söderut ligger Battery Park på Manhattans absoluta sydspets. 
I finansdistriktet återfinns kontor och huvudkontor för flera av staden och USA:s stora finansinstitutioner, inklusive New York Stock Exchange på Wall Street och Federal Reserve Bank of New York. Distriktet överlappar gränserna för det område som utgjorde New Amsterdam på 1600-talet och har en bofast befolkning på 56 000 personer. Under dagtid stiger antalet personer i området till över 300 000 individer.